# Hajdúhadház
Hajdúhadház (do roku 1870 jen Hadház) je město ve východním Maďarsku v župě Hajdú-Bihar, těsně u hranic župy Szabolcs-Szatmár-Bereg. Nachází se asi 11 km severně od Debrecínu a je správním městem stejnojmenného okresu. V roce 2018 zde žilo 12 669 obyvatel. Podle údajů z roku 2001 zde bylo 89 % obyvatel maďarské a 11 % romské národností.

## Historie
Podle archeologických průzkumů byla lokalita dnešního Hajdúhadházu osídlena již v době měděné. Byly nalezeny také sarmatské artefakty z období stěhování národů. Na západ od osady prochází stezka Csörszských příkopů, známých také jako Ördögars, postavená Sarmaty v letech 324 až 337 a obklopující tuto část Panonské nížiny. Během příchodu Maďarů do Karpatské kotliny se zde usadily kmeny Kabarů. Obec je poprvé zmíněna v roce 1312. Některé vesnice, které v lokalitě existovaly, zanikly během turecké okupace.
Nějakou dobu zde pobýval na počátku 17. století také Štěpán Bočkaj. V roce 1876 byl Hajdúhadház městem s vlastním zastupitelstvem, stal se součástí župy Hajdú v rámci Zalitavska. O statut města přišel v roce 1891 a opět jej nějakou dobu držel v letech 1924 až 1934. Během druhé světové války se počet obyvatel pohyboval okolo třinácti tisíc lidí a tak se udržel až do první poloviny 21. století.

## Pamětihodnosti
Hlavnímu (Bočkajovu) náměstí dnes dominuje nápadná budova reformovaného kostela, dále radnice (postavená v roce 1912, původně zamýšlená jako hotel) a několik dalších úředních budov. 

## Doprava
Městem prochází železniční trať z Debrecína do Nyíregyházdy. Nedaleko od něj také vedou dálnice M35 a dálnice M3. Severojižním směrem městem také prochází silnice č. 4, která v podstatě kopíruje směřování zmíněné železniční trati.

## Známé osobnosti
- Zsigmond Hadházy, právník a bývalý starosta města

## Partnerská města
Łęczna, Polsko (od r. 1996).